# Vila Nova (Miranda do Corvo)
Vila Nova is een plaats (freguesia) in de Portugese gemeente Miranda do Corvo en telt 1104 inwoners (2001).